# Hybomitra mendica
Hybomitra mendica är en tvåvingeart som först beskrevs av Villeneuve 1912.  Hybomitra mendica ingår i släktet Hybomitra och familjen bromsar. Inga underarter finns listade i Catalogue of Life.